# Podophorus bromoides
Podophorus bromoides es la única especie del género monotípico de plantas herbáceas perteneciente a la familia de las poáceas. Es originaria de la isla Juan Fernández.

## Descripción
Es una planta bisexual, con espiguillas bisexuales; y flores hermafroditas. La inflorescencia poco espigada; paniculada ; abierta; espateada; no comprende inflorescencias parciales y órganos foliares. La espiguilla fértil con ejes persistentes.  
Espiguillas femeninas fértiles de 10-13 mm de largo; comprimidas lateralmente, desarticulándose por encima de las glumas; no desarticulándose entre los floretes. La raquilla se prolonga más allá del florete femenino fértil superior. Glumas dos, muy desiguales, más cortas que las espiguillas; más cortas que los lemas adyacentes; sin pelos;  sin aristas; no carinada; bastante similar (lanceoladas, herbáceas).  Espiguillas con flósculos incompletos. Las flores incompletas distales de los floretes por femeninas fértiles.

## Taxonomía
Podophorus bromoides fue descrita por Rodolfo Amando Philippi y publicado en Anales de la Universidad de Chile 13: 169. 1856.